# ۱۰۵۸ (خورشیدی)
۱۰۵۸ هزار و پنجاه و هشتمین سال هجری خورشیدی است.